# Садек (Свентокшиське воєводство)
Садек (пол. Sadek) — село в Польщі, у гміні Пінчів Піньчовського повіту Свентокшиського воєводства.
Населення — 207 осіб (2011).
У 1975-1998 роках село належало до Келецького воєводства.

## Демографія
Демографічна структура на день 31 березня 2011 року:
|          | Загалом | Допрацездатний вік | Працездатний вік | Постпрацездатний вік |
| -------- | ------- | ------------------ | ---------------- | -------------------- |
| Чоловіки | 102     | 21                 | 64               | 17                   |
| Жінки    | 105     | 19                 | 53               | 33                   |
| Разом    | 207     | 40                 | 117              | 50                   |